# Jakub Yun Yu-o
Jakub Yun Yu–o (kor. 윤유오 야고보; ur. ? w Yeoju, zm. 27 kwietnia 1801 w Yanggeun) – koreański męczennik, błogosławiony Kościoła katolickiego.

## Życiorys
Yun Yu-o urodził się w Yeoju. Data jego narodzenia nie jest znana. W późniejszym czasie przeprowadził się do Hangamgae. Jego starszy brat Paweł Yun Yu-il, który wcześniej od niego przyjął katolicyzm, nauczył go katechizmu. Jakub przyjął chrzest i stał się gorliwym katolikiem. Po tym jak Paweł Yun Yu-il został zamęczony za wiarę w 1795 roku, Jakub Yun Yu-o starał się umocnić wiernych we wierze. Gdy w 1801 roku w Korei wybuchły prześladowania chrześcijan, Jakub został aresztowany i postawiony przed sądem. Ponieważ nie chciał wyprzeć się swojej wiary, został skazany na śmierć. Ścięto go 27 kwietnia 1801 roku w YangguenJakub Yun Yu-o.
Papież Franciszek 7 lutego 2014 roku podpisał dekret o jego męczeństwie. Tenże sam papież beatyfikował go 16 sierpnia 2014 roku w grupie 124 męczenników koreańskich, w czasie swojej podróży do Korei Południowej.